# TEARS (大塚純子の曲)
『TEARS』は、大塚純子の通算4枚目のシングル。1991年7月19日にソニー・ミュージックレコーズよりリリースされた。

## 概要
前作より8ヶ月ぶりとなるシングル。表題曲はTBS系ドラマ「先生のお気にいり!」主題歌。

## チャート成績
オリコン週間シングルランキングでは週間19位にランクインした。唯一チャートインした最大のヒットシングル。

## 収録曲
1. TEARS
作詞：戸沢暢美／作曲：伊秩弘将／編曲：西本明[4]
2. 8月の坂道

## 収録作品
| 発売日        | タイトル                                                            |
| ------------- | ------------------------------------------------------------------- |
| 1991年9月21日 | NEAT(#1,#2)                                                         |
| 2001年9月19日 | ガールズ スタイル Vol.3-20th センチュリー ソロヴォーカリスト編-(#1) |
| 2002年9月19日 | 輝け! 金曜ドラマ王 90's(#1)                                         |
| 2012年7月18日 | 歌姫～BEST J-POP セカンド･ステージ～(#1)                            |